# Vila Františka Vodnika
Vila Františka Vodnika je rodinný dům, který stojí v Praze 5-Hlubočepích ve vilové čtvrti Barrandov v ulici Skalní. Od 27. listopadu 1992 je chráněna jako kulturní památka České republiky.

## Historie
Vilu navrhl Rudolf Stockar pro tanečnici Václavu Pohanovou, která však od smlouvy odstopila po zahájení prací. Rozestavěnou stavbu zakoupil velkoobchodník s květinami František Vodnik a jeho manželka Luisa. Roku 1940 navrhl architekt Václav Ittner pro vilu prosklenou zimní zahradu. Zahrada u domu je založena podle návrhu majitele domu Františka Vodnika.

## Popis
Vila postavená ve svažitém terénu na nepravidelném pravoúhlém půdorysu ve tvaru písmene „L“ je dvoupodlažní. Jihozápadní fasáda směřující na malé prostranství v ulici Skalní je velmi členitá. V její levé části je v přízemí gáráž a v patře nad garáží prosklená dřevěná konstrukce zimní zahrady. Ta rozšiřuje obytný prostor interiéru. Konstrukce zimní zahrady je v nároží podepřena pilířem a kryje schodiště do domu. Fasády směrem do zahrady jsou rovné a hladké. Člení je okenní otvory a rizalit s balkonem na jihovýchodním průčelí. Se zahradou je vila spojena schodištěm.
Zahrada je založena v romantickém stylu. Terasa u domu je zastíněna dřevěnou pergolou, prostor pak doplněn pískovcovými sochami putti a satyry, kamennými podstavci s vázami a barokní kamennou lavicí. Tyto doplňky údajně pocházejí z bývalé zahrady letohrádku Portheimka na Smíchově.